# Cicindela trifasciata
Cicindela trifasciata är en skalbaggsart som beskrevs av Fabricius 1781. Cicindela trifasciata ingår i släktet Cicindela och familjen jordlöpare.

## Underarter
Arten delas in i följande underarter:
- C. t. ascendens
- C. t. sigmoidea